# Чаранних
Чаранних — река в России, протекает в Кулинском районе республики Дагестан. Длина реки составляет 13 км. Площадь водосборного бассейна — 35 км².
Река начинается на склонах хребта Тукундалых вблизи горы Кокмадаг. От истока течёт на север. Устье реки находится в 28 км по правому берегу реки Хунних у села Хосрех.

## Данные водного реестра
По данным государственного водного реестра России относится к Западно-Каспийскому бассейновому округу, водохозяйственный участок реки — Сулак от истока до Чиркейского гидроузла. Речной бассейн реки — Терек.
Код объекта в государственном водном реестре — 07030000112109300001268.